# Reviens
 (août 2017).
Si vous disposez d'ouvrages ou d'articles de référence ou si vous connaissez des sites web de qualité traitant du thème abordé ici, merci de compléter l'article en donnant les références utiles à sa vérifiabilité et en les liant à la section « Notes et références ».
Albums de Garou
Seul
(2000) Garou
(2006)
Reviens est le deuxième album studio du chanteur canadien Garou, et son troisième en tout. Il est sorti le 10 mai 2003 avec le label Sony Music Entertainment. 
C'est un album de pop française composé de 16 chansons (17 lors de la réédition). Cet album est lancé par le single Reviens qui sort en début d'année 2003. L'album rencontre un succès immédiat dans plusieurs pays, notamment la Belgique, la Suisse, ou encore la Pologne et la France.
En mai 2004, Reviens est réédité avec une piste bonus « La Rivière de notre enfance », en duo avec Michel Sardou.
| N°  | Titre                                         | Durée  |
| --- | --------------------------------------------- | ------ |
| 1.  | Passe ta route                                | 2:56   |
| 2.  | Et si on dormait                              | 3:40   |
| 3.  | Hemingway                                     | 4:16   |
| 4.  | L'aveu                                        | 3:52   |
| 5.  | Reviens (Où te caches-tu)                     | 3:12   |
| 6.  | Pour l'amour d'une femme                      | 3:59   |
| 7.  | Pendant que mes cheveux poussent              | 2:17   |
| 8.  | Les filles                                    | 3:08   |
| 9.  | Le sucre et le sel                            | 3:54   |
| 10. | Quand passe la passion                        | 3:54   |
| 11. | Au cœur de la terre                           | 3:37   |
| 12. | Prière indienne                               | 3:56   |
| 13. | Tout cet amour là                             | 4:33   |
| 14. | Ne me parlez plus d'elle                      | 3:43   |
| 15. | Ton premier regard                            | 4:32   |
| 16. | Une dernière fois encore                      | 6:22   |
|     |                                               | 58:31  |
| 17. | La Rivière de notre enfance (après réédition) | 3:22   |
|     |                                               | 61: 53 |

L'album sera : 
- Disque de Double Platine en France, avec 600 000 exemplaires vendus[1].
- Disque D'or en Belgique (Wallonie), avec 15 000 exemplaires vendus.
- Disque D'or en Suisse, avec 20 000 exemplaires vendus.
- Disque D'or en Pologne, avec 50 000 exemplaires vendus.

Il sera finalement vendu à plus de 635 000 exemplaires.